# Люкер, Петер
Петер Вольфганг Люкер (нем. Peter Wolfgang Lücker; род. 8 ноября 1933, Гамбург) — немецкий фармаколог и дирижёр.
Вырос в Любеке, учился медицине в Киле, Тюбингене и Хомбурге. В 1964 году участвовал, со стороны Западного Берлина, в сооружении туннеля под Берлинской стеной, по которому из ГДР смогли совершить побег 57 человек.
В 1977 г. основал Институт клинической фармакологии в Бобенхайме, занимался коммерческими испытаниями действенности различных препаратов, по большей части связанных с заболеваниями желудка. В 1978—1995 гг. работал в Университете Цинциннати, с 1982 г. профессор. Опубликовал монографию «Прикладная клиническая фармакология: испытания первой стадии» (нем. Angewandte klinische Pharmakologie: Phase-I-Prüfungen; 1982). Позднее перевёл свой институт в Грюнштадт и в 2001 г. продал его. Соредактор сборника «Исследования на людях: этические пределы медицинской целесообразности» (нем. Forschung am Menschen: Ethische Grenzen medizinischer Machbarkeit; 2004).
Одновременно с научной карьерой Люкер занимался музыкой, играя на контрабасе в различных камерных оркестрах. Затем он частным образом учился дирижированию у Джорджа Хёрста. Дебютировал как дирижёр с Курпфальцским камерным оркестром, затем некоторое время возглавлял Зальцбургский камерный ансамбль, во время работы в США дирижировал Камерным оркестром Цинциннати. Высшей точкой музыкальной карьеры Люкера стало руководством Злинским филармоническим оркестром имени Богуслава Мартину в 1990—1995 гг.: во главе этого коллектива он выступал как в Чехии, так и за её пределами и записал около 30 дисков, в том числе собрание симфонических произведений Сергея Рахманинова.
С 2003 г. региональный активист Свободной демократической партии, до 2010 г. возглавлял местное отделение партии.